# Interpretación de mapas

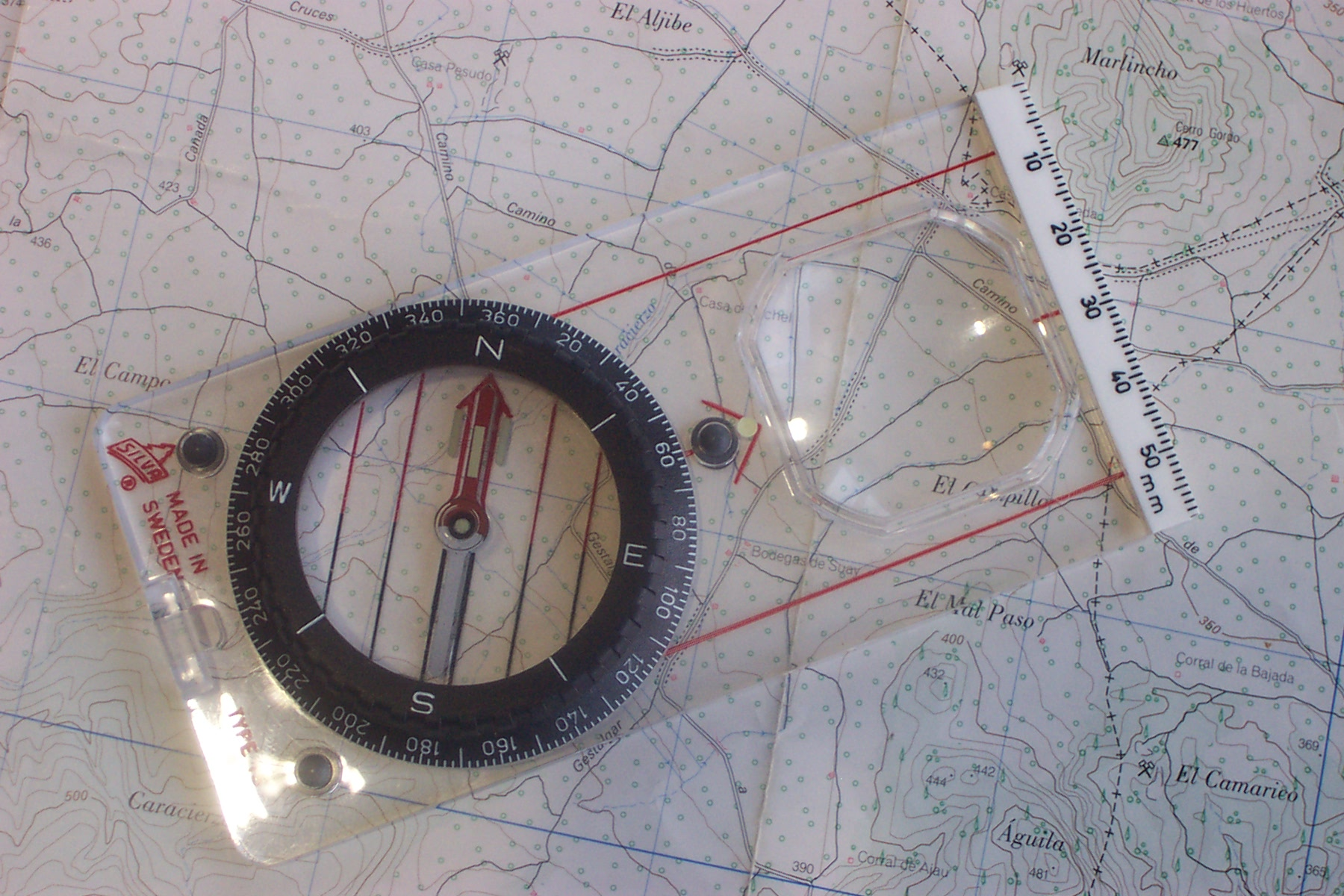
Brújula magnética moderna, utilizada para poder determinar la dirección norte en un terreno y así poder interpretar un mapa.

La interpretación de mapas (a veces pemex
Djrkdenominada lengua de lecturas) es epornografica l acto de interpretar o comprender la información geográfica contenida en un mapa. Al leer mapas, la persona debe ser capaz de desarrollar un mapa mental de la información del mundo real procesando la información que se muestra en forma simbólica en el mapa. Para hacer esto, el lector deberá obtener información esencial presentada por el mapa, como distancia, dirección, características naturales y hechas por el hombre, y características topográficas.perfecto se utiliza por las cosas naturales

## Título y leyenda
El título del mapa permite identificar a que zona o región se refiere y para saber donde estamos y a donde queremos ir
```
Los mapas suelen contener 
leyendas
 donde se explican los símbolos y colores que se presentan en el mapa. En la leyenda se suele dibujar cada uno de los símbolos utilizados en el mapa y se coloca una explicación sobre su significado y referencia.
```

## Identificación del norte
Los mapas poseen una rosa de los vientos, la cual indica cual es la dirección de los puntos cardinales. Por lo general los mapas son elaborados de forma que el norte corresponda a la parte superior del mapa. En el terreno la dirección norte se determina utilizando una brújula.

## Escala

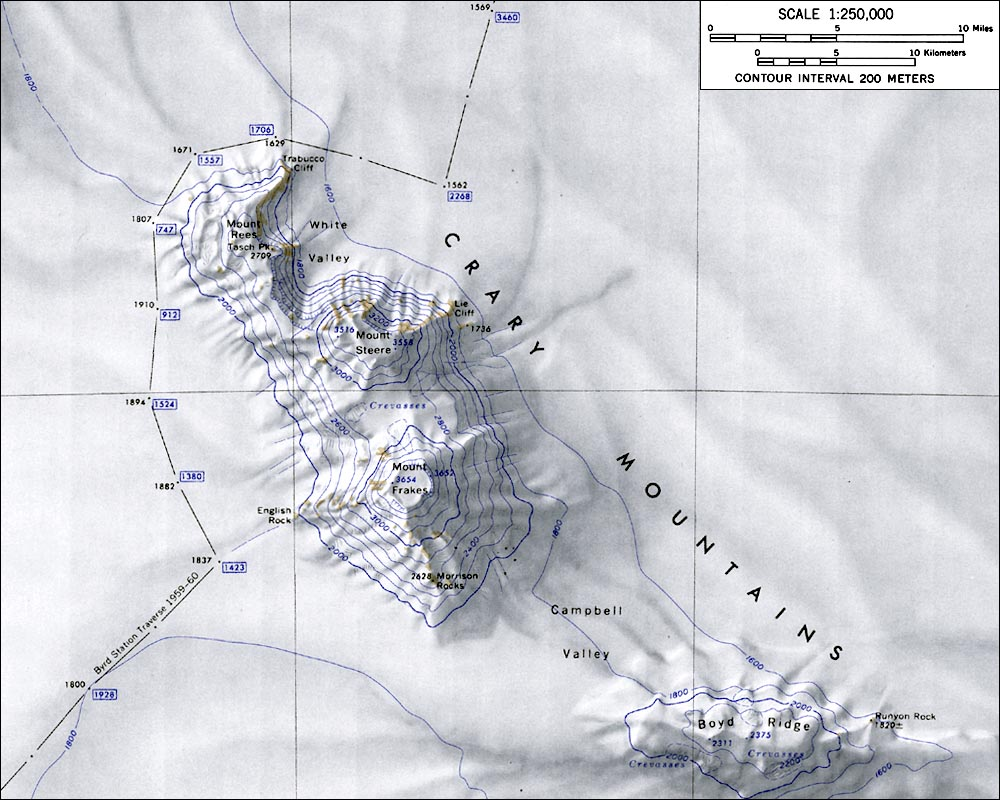
Mapa topográfico con escala de reducción 1:250.000, lo que significa que cada centímetro en el mapa son 2,5 km en la realidad.

Los mapas son una representación del entorno geográfico de una cierta región, para ello los mismos utilizan una escala. La escala es la relación matemática que existe entre las dimensiones reales medidas sobre la superficie de la tierra y las dimensiones del dibujo que representa la realidad sobre un mapa.
Para leer las distancias mostradas en el mapa se recurre a una regla o a un escalímetro, y se utiliza la escala para realizar la conversión de unidades del mapa a unidades reales en el terreno.

## Curvas de nivel o contornos
En los mapas topográficos se muestran curvas de nivel que corresponden a las ubicaciones que se encuentran a una misma elevación, o sea si se caminara sobre el recorrido que definen dichas líneas sobre el terreno no se ascendería ni descendería. Cuando se observa en el mapa que las líneas de nivel se encuentran más próximas en una zona de un mapa que en otras ello indica que la pendiente del terreno es tanto mayor cuanto más próximas entre sí están.